# Réacteur de type piscine
 (août 2024).

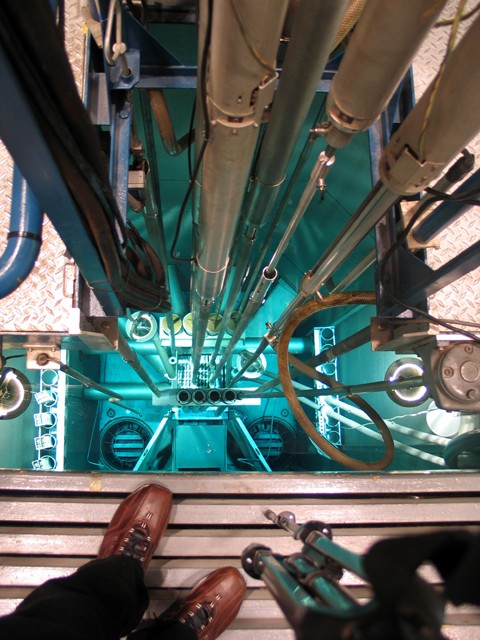
Le réacteur Pulstar de NC State est un réacteur de recherche de type piscine de 1 MW avec un combustible de type broche enrichi à 4 % composé de pastilles d'UO_{2} dans une gaine de zircaloy.

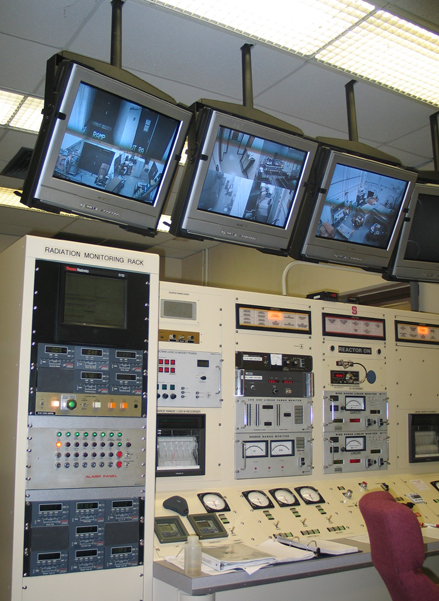
La salle de contrôle du réacteur nucléaire Pulstar de NC State.

Un réacteur de type piscine, souvent utilisé pour la recherche et la formation, est un type de réacteur nucléaire dont le cœur (constitué des assemblages de combustible et des barres de commande) est immergé dans une piscine ouverte, généralement remplie d'eau.
L'eau agit comme modérateur de neutrons, agent de refroidissement et bouclier anti-radiations. La couche d'eau située directement au-dessus du cœur du réacteur protège complètement des radiations de telle manière que les opérateurs peuvent travailler à proximité immédiate du réacteur en toute sécurité. Cette conception présente deux avantages majeurs : le réacteur est facilement accessible et l'ensemble du système de refroidissement primaire, soit l'eau de la piscine, est sous pression normale. Cela n'autorise pas les températures élevées et les fortes pressions des centrales nucléaires électrogènes. Les réacteurs de type piscine sont utilisés comme source de neutrons et pour la recherche, plus récemment pour produire de la chaleur, mais pas pour la production d'électricité.

## Description
Les piscines ouvertes ont une hauteur de 6 à 9 m et un diamètre de 1,8  à 3,6 m. Certaines piscines, comme celle du réacteur canadien MAPLE, sont rectangulaires plutôt que cylindriques et contiennent jusqu'à 416 m3 d'eau. La plupart des piscines sont construites au-dessus du niveau du sol, mais certaines sont entièrement ou partiellement souterraines. Il existe des types à eau ordinaire (dite « légère ») et à eau lourde uniquement, ainsi que des conceptions dites « réservoir dans la piscine » qui utilisent l'eau lourde comme modérateur dans un petit réservoir placé dans une plus grande piscine d'eau légère pour le refroidissement. Des gilets de sauvetage sont parfois situés autour de l'installation en cas de chute du personnel dans la piscine, ajoutant ainsi à l'apparence d'un environnement semblable à celui d'une piscine.
Le plus souvent, les réacteurs de type piscine utilisent un combustible à l'uranium faiblement enrichi (UFE) à moins de 20 % d'U-235 dans un alliage d'aluminium ou le zirconium. L'uranium hautement enrichi (UHE) était le combustible de choix autrefois car il avait une durée de vie plus longue, mais il a été en grande partie retiré des réacteurs civils pour réduire les risques de prolifération. En pratique, un enrichissement de 19,75 % est utilisé, ce qui place l'assemblage juste en dessous de la limite des 20 % qui le classerait comme hautement enrichi. Les éléments combustibles peuvent être des plaques ou des tubes contenant de 8,5 à 45 % d'uranium. Des blocs ou des plaques de béryllium et de graphite peuvent être ajoutés au cœur à mesure que des réflecteurs de neutrons et des tiges absorbant les neutrons percent le cœur à des fins de contrôle. La société General Atomics de San Diego au USA, fabrique en France des éléments combustibles pour réacteurs TRIGA pour la majorité de ces types de réacteurs dans le monde. Le refroidissement du cœur est réalisé soit par convection induite par le cœur chaud, soit par un flux forcé de liquide de refroidissement et des échangeurs de chaleur dans les réacteurs plus grands.
Les objets à irradier sont placés directement à l'intérieur du cœur ou à proximité immédiate de celui-ci. Les échantillons peuvent être descendus dans le cœur par le dessus ou délivrés pneumatiquement via des tubes horizontaux depuis l'extérieur du réservoir au niveau du cœur. Des tubes horizontaux sous vide ou remplis d'hélium peuvent également être installés pour diriger un faisceau de neutrons vers des cibles situées à distance du hall du réacteur.

## Applications
La plupart des réacteurs de recherche sont du type piscine. Il s’agit généralement de conceptions à faible consommation et nécessitant peu d’entretien. Par exemple, SLOWPOKE (en) d'EACL est autorisé à fonctionner sans surveillance pendant 18 heures maximum. La thérapie par capture de neutrons au bore est une autre utilisation médicale.